# Bolor Ganbold
Bolor Ganbold (in mongolo Ганболд Болор; Ulan Bator, 1976) è una generale mongola.
Parte del primo contingente di donne ad avere accesso, nel 1994, all'accademia militare della Mongolia e a conseguire i gradi di ufficiale presso le Forze armate mongole, Ganbold servì in incarichi di stato maggiore presso le missioni MINURCAT e UNMISS, nonché presso la struttura di coordinamento delle operazioni di peacekeeping delle Nazioni Unite, distinguendosi per le attività di riduzione del divario di genere nella partecipazione alle missioni di pace. Prima ufficiale donna mongola a conseguire, nel 2022, i gradi di generale, nel 2023 è stata insignita dalle autorità statunitensi dell'International Women of Courage Award.

## Biografia
Nata nella capitale Ulan Bator in una famiglia con tradizioni militari, dopo aver conseguito il diploma di scuola superiore Ganbold si arruolò nelle forze armate nel 1994, all'età di 17 anni. Tradizionalmente in Mongolia era concesso alle donne di arruolarsi nelle forze armate ma solo in ruoli di supporto quali l'assistenza sanitaria, le attività giudiziarie, l'istruzione e la musica; dal 1994, tuttavia, le autorità mongole decisero di aprire alle donne anche l'accesso ai ruoli di combattimento nonché di comando, e Ganbold fu tra le prime quattro donne ad avere l'opportunità di iscriversi all'accademia militare nazionale della Mongolia per conseguire i gradi di ufficiale. Laureatasi all'accademia militare nel 1999 con una specializzazione in ingegneria delle comunicazioni, fu in seguito la prima donna mongola a frequentare i corsi di formazione presso l'Air Command and Staff College di Montgomery negli Stati Uniti d'America, dove si diplomò.
Nel 2010 Ganbold fu la prima ufficiale donna mongola a prestare servizio presso un quartier generale di una missione di pace delle Nazioni Unite, servendo presso lo stato maggiore della missione MINURCAT dispiegata in Ciad; nel 2013 fu invece in forza allo stato maggiore della missione UNMISS in Sudan del Sud, presso il quale comandò la sezione comunicazioni. In seguito, Ganbold continuò a ricoprire incarichi presso la struttura di comando delle operazioni di peacekeeping delle Nazioni Unite al quartier generale di New York; nel corso di questi incarichi, si adoperò per ridurre le barriere che ostacolavano l'accesso alle donne alle operazioni di peacekeeping dell'ONU.
In patria Ganbold ricoprì, con il grado di colonnello, incarchi di insegnante presso l'accademia militare nazionale, di capo del Centro per l'insegnamento delle lingue straniere nonché di vicecomandante e quindi di comandante del Dipartimento per l'addestramento e l'educazione militare. Il 18 marzo 2022, in occasione della giornata nazionale dedicata alle forze armate mongole, Ganbold divenne la prima ufficiale donna mongola a conseguire i gradi di generale di brigata.

## Riconoscimenti
Nel marzo 2023 Ganbold fu tra le candidate insignite dell'International Women of Courage Award, un riconoscimento conferito annualmente dal Dipartimento di Stato degli Stati Uniti d'America alle donne distintesi nelle attività di promozione dei diritti delle donne; dopo la premiazione alla Casa Bianca da parte del segretario di Stato Antony Blinken e dalla First lady Jill Biden, prese parte a due settimane di International Visitor Leadership Program, visitando Cleveland e Los Angeles per incontri con le sue controparti statunitensi.